# Wild Gift
Albums de X
Los Angeles
(1980) Under the Big Black Sun
(1982)
Wild gift est un album de X, sorti en 1981. 

## L'album
Avec cet album, X s'affirme comme le chef de file de la scène punk rock de la côte ouest des États-Unis. Le chant conjugué de John Doe et Exene Cervenka et la guitare agressive de Billy Zoom expriment l’excitation inhérente à la vie urbaine. Le groupe est confronté aux refus des radios, des télévisions et de toute l'industrie musicale lorsqu'il sort l'album, ce qui ne l'empêche pas de conquérir le public. Il atteint le 165 rang du Billboard. Le magazine Rolling Stone le classe à la 334e place de son palmarès des 500 meilleurs albums de tous les temps. Il fait partie des 1001 albums qu'il faut avoir écoutés dans sa vie.  

### Titres
Tous les titres sont de John Doe et Exene Cervenka. 
1. The Once Over Twice (2:31)
2. We're Desperate (2:00)
3. Adult Books (3:19)
4. Universal Corner (4:33)
5. I'm Coming Over (1:14)
6. It's Who You Know (2:17)
7. In This House That I Call Home (3:34)
8. Some Other Time (2:17)
9. White Girl (3:27)
10. Beyond and Back (2:49)
11. Back 2 the Base (1:33)
12. When Our Love Passed Out on the Couch (1:57)
13. Year 1 (1:18)

### Musiciens
- John Doe : basse, voix
- Exene Cervenka : voix
- Billy Zoom : guitare
- D.J. Bonebrake : batterie
- Ray Manzarek : claviers